# جون براون (لاعب كرة سلة مواليد 1951)
جون براون (بالإنجليزية: John Brown)‏ مواليد 14 ديسمبر 1951 في فرانكفورت، ألمانيا الغربية، هو لاعب كرة سلة أمريكي سابق. بدأ مسيرته الاحترافية في سنة 1973. تم اختياره من قبل فريق أتلانتا هوكس خلال الدرافت. يبلغ طوله 6 قدم 7 بوصة (2.0 م). اعتزل اللعب في 1983. أحرز خلال مسيرته في الإن بي إيه 3614 نقطة بمعدل 7.4 نقاط في المباراة الواحدة.

## المسيرة الاحترافية
لعب مع أتلانتا هوكس من سنة 1973 إلى 1978، ثم لعب مع شيكاغو بولز في موسم 1978–1979، ثم لعب مع يوتا جاز في سنة 1979، ثم لعب مع أتلانتا هوكس في سنة 1980.

## روابط خارجية
- جون براون على موقع إن بي أي (الإنجليزية)
- جون براون على موقع سبورتس رفرنس (الإنجليزية)
- جون براون على موقع كلية كرة السلة في سبورتس رفرنس.كوم (الإنجليزية)
- جون براون على موقع ريلجم (الإنجليزية)
- جون براون على موقع بروبوليرز (الإنجليزية)